# Primera División 2023-2024 (calcio a 5)
La Primera División 2023-2024 è stata la 35ª edizione del massimo torneo di calcio a 5 spagnolo. La stagione regolare è iniziata il 1º settembre 2023 e si è conclusa l'11 maggio 2024, prolungandosi fino al 23 giugno con la disputa dei play-off. Il torneo è stato vinto, per la prima volta, dal Cartagena. L'affermazione dei murciani interrompe l'egemonia di Barcellona, ElPozo Murcia e Inter che resisteva da 23 anni: al di fuori delle tre grandi, l'ultima squadra a vincere la massima divisione era stato il Playas de Castellón nella stagione 2000-01.

## Stagione regolare

### Classifica
|  | Pos. | Squadra        | Pt | G  | V  | N  | P  | GF  | GS  | DR  |
|  | ---- | -------------- | -- | -- | -- | -- | -- | --- | --- | --- |
|  | 1.   | Barcellona     | 63 | 30 | 20 | 3  | 7  | 106 | 85  | +21 |
|  | 2.   | ElPozo Murcia  | 61 | 30 | 18 | 7  | 5  | 117 | 78  | +39 |
|  | 3.   | Jaén           | 54 | 30 | 17 | 3  | 10 | 97  | 75  | +22 |
|  | 4.   | Inter          | 53 | 30 | 16 | 5  | 9  | 111 | 74  | +37 |
|  | 5.   | Cartagena      | 49 | 30 | 13 | 10 | 7  | 100 | 87  | +13 |
|  | 6.   | Palma          | 48 | 30 | 15 | 3  | 12 | 109 | 102 | +7  |
|  | 7.   | Valdepeñas     | 46 | 30 | 12 | 10 | 8  | 103 | 91  | +12 |
|  | 8.   | Manzanares     | 45 | 30 | 13 | 6  | 11 | 107 | 103 | +4  |
|  | 9.   | SC García      | 44 | 30 | 13 | 5  | 12 | 107 | 104 | +3  |
|  | 10.  | Peñíscola      | 36 | 30 | 9  | 9  | 12 | 116 | 107 | +9  |
|  | 11.  | Córdoba        | 34 | 30 | 10 | 4  | 16 | 85  | 100 | -15 |
|  | 12.  | Xota           | 34 | 30 | 9  | 7  | 14 | 76  | 99  | -23 |
|  | 13.  | Noia           | 30 | 30 | 9  | 3  | 18 | 96  | 113 | -17 |
|  | 14.  | Ribera Navarra | 27 | 30 | 6  | 9  | 15 | 82  | 99  | -17 |
|  | 15.  | Betis          | 25 | 30 | 7  | 4  | 19 | 78  | 129 | -51 |
|  | 16.  | Alzira         | 24 | 30 | 6  | 6  | 18 | 65  | 109 | -44 |

### Verdetti
- Cartagena campione di Spagna 2023-2024[1].
- Cartagena e Palma qualificati alla UEFA Futsal Champions League 2024-2025[4].
- Alzira e Betis retrocessi in Segunda División 2024-2025[5].

## Play-off

### Tabellone
|  | Quarti di finale | Quarti di finale | Quarti di finale | Quarti di finale | Quarti di finale |  |  | Semifinali | Semifinali    | Semifinali | Semifinali | Semifinali |   |       | Finale | Finale        | Finale | Finale | Finale | Finale | Finale |  |
|  |                  |                  |                  |                  |                  |  |  |            |               |            |            |            |   |       |        |               |        |        |        |        |        |  |
|  | 2                | ElPozo Murcia    | 3 (6)            | 3 (dts)          | 1 (5)            |  |  |            |               |            |            |            |   |       |        |               |        |        |        |        |        |  |
|  | 7                | Valdepeñas       | 3 (7)            | 2                | 1 (4)            |  |  | 2          | ElPozo Murcia | 6          | 4 (dts)    | –          |   |       |        |               |        |        |        |        |        |  |
|  | 3                | Jaén             | 3                | 4                | 3 (dts)          |  |  | 3          | Jaén          | 2          | 3          | –          |   |       |        |               |        |        |        |        |        |  |
|  | 6                | Palma            | 2                | 5                | 2                |  |  |            |               |            |            |            |   |       | 2      | ElPozo Murcia | 1      | 1      | 3 (4)  | 2      | –      |  |
|  | 1                | Barcellona       | 4                | 4                | 3                |  |  |            |               | 5          | Cartagena  | 2          | 2 | 3 (2) | 5      | –             |        |        |        |        |        |  |
|  | 8                | Manzanares       | 3                | 5                | 2                |  |  | 1          | Barcellona    | 2          | 1          | –          |   |       |        |               |        |        |        |        |        |  |
|  | 4                | Inter            | 2                | 1                | –                |  |  | 5          | Cartagena     | 3          | 2 (dts)    | –          |   |       |        |               |        |        |        |        |        |  |
|  | 5                | Cartagena        | 4 (dts)          | 2                | –                |  |  |            |               |            |            |            |   |       |        |               |        |        |        |        |        |  |

### Quarti di finale

#### Gara 1
| Arbitri: | Jorge González Moreta Luis Mariano Sánchez Chamorro |

|                                                          |                      |                                                |
| Taffy 28’, 31’ Marcel 39’                                | Marcatori            | 22’ Bynho 23’ Boyis 36’ Rato                   |
| Marcel Gadeia Nijazov Marlon F. Valério Taffy D. Álvarez | Tiri di rigore 6 – 7 | Pacheco Martel A. García Rojas Lolo Rato Boyis |

| Arbitri: | Diego Martínez García Tomás Santander Flamarique |

|                                   |           |                         |
| Touré 9’ Pito 11’ Coelho 35’, 39’ | Marcatori | 11’, 13’, 34’ R. Campos |

| Arbitri: | Fernando Faubell Zaldívar José Lázaro Angulo |

|                            |           |                                                   |
| Drahovský 30’ R. Gómez 38’ | Marcatori | 25’ P. Ramírez 39’ Motta 46’ Waltinho 46’ Mínguez |

| Arbitri: | Pablo Delgado Sastre Alejandro Martínez Flores |

|                                |           |                       |
| Chino 9’ Brandi 9’ M. Rosa 36’ | Marcatori | 27’ Cléber 28’ Rômulo |

#### Gara 2
| Arbitri: | Antonio Jesús García Robles Javier Moreno Reina |

|                     |           |              |
| Tomaz 14’ Motta 40’ | Marcatori | 27’ Humberto |

| Arbitri: | Manuel Jesús Barrilero Mohedano Carlos Enrique Bustos Caparros |

|                                              |           |                                            |
| Cortés 4’, 37’ R. Campos 6’ Gabriel 27’, 36’ | Marcatori | 1’ A. Fernández 13’, 22’ Pito 33’ Puigvert |

| Arbitri: | Pedro Antonio Carrillo Arroyo Juan José Cordero Gallardo |

|               |           |                                      |
| Bynho 2’, 24’ | Marcatori | 10’ Marcel 18’ F. Valério 45’ Marlon |

| Arbitri: | Héctor Mayo LópezÁrbitro Carlos Panadero Díaz-Concha |

|                                                            |           |                                     |
| Cléber 1’, 33’ Gris 5’, 32’ Muller 12’ (aut.) Neguinho 20’ | Marcatori | 6’ Zurdo 14’ Taborda 40’ C. Velasco |

#### Gara 3
| Arbitri: | Pablo Delgado Sastre Aitor Felipe Madorrán |

|                                               |                      |                                          |
| R. Santos 30’                                 | Marcatori            | 35’ Aguilera                             |
| Marcel Gadeia Nijazov Marlon F. Valério Taffy | Tiri di rigore 5 – 4 | Pacheco Martel A. García Rojas Lolo Rato |

| Arbitri: | Antonio Navarro Liza Alberto Sarabia Eguiluz |

|                                  |           |                          |
| Touré 25’ Matheus 29’ Catela 40’ | Marcatori | 11’ Cortés 19’ J. Alonso |

| Arbitri: | Carlos Rodrigo Miguel Fermín Sánchez-Molina Tapiador |

|                  |           |                                             |
| M. Rosa 39’, 45’ | Marcatori | 11’ Rivillos 27’ Gordillo 32’ (aut.) Muller |

### Semifinali

#### Gara 1
| Arbitri: | Pablo Delgado Sastre Aitor Felipe Madorrán |

|                       |           |                                         |
| Mendonça 13’ Pito 23’ | Marcatori | 15’ Tomaz 26’ Motta 28’ (aut.) Puigvert |

| Arbitri: | Diego Martínez García Tomás Santander Flamarique |

|                                                                    |           |                           |
| R. Santos 9’ Marlon 17’, 24’ D. Álvarez 32’ Gadeia 35’ Nijazov 38’ | Marcatori | 11’ Brandi 17’ C. Velasco |

#### Gara 2
| Arbitri: | Antonio Pablo Navarro Rodríguez-Villanueva Alberto Sarabia Eguiluz |

|                     |           |           |
| Lucão 20’ Tomaz 41’ | Marcatori | 23’ Touré |

| Arbitri: | Jorge González Moreta Luis Mariano Sánchez Chamorro |

|                                 |           |                                          |
| Míchel 21’ Brandi 35’ Chino 45’ | Marcatori | 14’, 46’ Marcel 15’ R. Santos 42’ Gadeia |

### Finale

#### Gara 1
| Arbitri: | Pablo Delgado Sastre Alejandro Martínez Flores |

|           |           |                       |
| Taffy 31’ | Marcatori | 20’ Mellado 35’ Lucão |

#### Gara 2
| Arbitri: | Pedro Antonio Carrillo Arroyo Carlos Enrique Bustos Caparros |

|          |           |                |
| Taffy 5’ | Marcatori | 10’, 15’ Motta |

#### Gara 3
| Arbitri: | Carlos Rodrigo Miguel Fermín Sánchez-Molina Tapiador |

|                                         |                      |                              |
| Mínguez 17’ Waltinho 22’ P. Ramírez 32’ | Marcatori            | 2’, 22’ R. Santos 23’ Marcel |
| Bebe Motta P. Ramírez Mínguez           | Tiri di rigore 2 – 4 | Marcel Gadeia Nijazov Marlon |

#### Gara 4
| Arbitri: | Pablo Delgado Sastre Aitor Felipe Madorrán |

|                                                |           |                             |
| Bebe 25’ Motta 27’, 40’ Waltinho 40’ Lucão 40’ | Marcatori | 36’ Gadeia 40’ (aut.) Tomaz |

## Supercoppa di Spagna
Alla 34ª edizione della competizione hanno preso parte: Barcellona, vincitore sia del campionato sia della Coppa del Re; Jaén vincitore della Coppa di Spagna; Cartagena in quanto finalista della Coppa di Spagna; Palma in virtù del primo posto conseguito nella stagione regolare. Il trofeo è stato assegnato tramite una finale a quattro, con incontri a eliminazione diretta giocati il 6 e il 7 gennaio 2024 presso l'Olivo Arena di Jaén. Gli accoppiamenti delle semifinali sono stati determinati tramite sorteggio.

### Tabellone
|  | Semifinali | Semifinali | Semifinali |           |            | Finale     | Finale | Finale |  |
|  |            |            |            |           |            |            |        |        |  |
|  | Barcellona | Barcellona | 2          |           |            |            |        |        |  |
|  | Barcellona | Barcellona | 2          |           |            |            |        |        |  |
|  | Jaén       | Jaén       | 1          |           |            |            |        |        |  |
|  | Jaén       | Jaén       | 1          |           | Barcellona | Barcellona | 1      |        |  |
|  |            |            |            |           | Barcellona | Barcellona | 1      |        |  |
|  |            |            | Cartagena  | Cartagena | 2          |            |        |        |  |
|  | Palma      | Palma      | Cartagena  | Cartagena | 2          | 2          |        |        |  |
|  | Palma      | Palma      |            |           |            |            |        |        |  |
|  | Cartagena  | Cartagena  | 4          |           |            |            |        |        |  |

### Semifinali
| Arbitri: | Antonio Rodríguez Navarro-Villanueva Alberto Sarabia Eguiluz |

|                             |           |                                                 |
| B. Gomes 16’ Oladghobad 24’ | Marcatori | 19’ Lucão 25’ Waltinho 39’ P. Ramírez 40’ Tomaz |

| Arbitri: | Fermín Sánchez-Molina Tapiador Carlos Rodrigo Miguel |

|                          |           |               |
| S. González 31’ Pito 36’ | Marcatori | 7’ C. Velasco |

### Finale
| Arbitri: | Aitor Felipe Madorrán David Urdanoz Apezteguía |

|         |           |                    |
| Pito 2’ | Marcatori | 5’ Motta 29’ Tomaz |